# Måltidssjön
Måltidssjön är en sjö i Heby kommun i Uppland och ingår i Dalälvens huvudavrinningsområde. Måltidssjön ligger i Färnebofjärden syd Natura 2000-område.